# Great Basin nationalpark
Great Basin nationalpark ligger i White Pine County i delstaten Nevada,  USA. Området är en udda del av Great Basin som i övrigt är en platt öken (Great Basin-öknen). I nationalparken finns Wheeler Peak på 3 800 m ö.h. med Nevadas enda glaciär.
Där växer också bristleconetallar där de äldsta träden är 5 000 år gamla. 
I nationalparken finns också Lehman Caves, som är kalkstensgrottor. 